# 泉州公交K602路
泉州公交K602路是中华人民共和国泉州市境内的一条公共交通线路，原名209路，全程25.2公里。起讫点为福厦铁路泉州站至泉州晋江国际机场，运营时间为福厦铁路泉州站：7:00-19:30；泉州晋江国际机场：7:00-19:30

## 历史
- 2010年8月，泉州市市政公用事业局批准泉州市第二公共交通运输发展有限公司关于209路的申请
- 2010年10月，泉州第二公交发布开通209路的通知[2]
- 2010年11月4日，第二公交开通209路，初期运行区间为福厦高铁泉州站至陈埭鞋都车站，初期运营时间为泉州火车站7:00-19:05、鞋都车站6:20-18:30。使用车辆为14部福达FZ6890UF3G3柴油空调公交车，并于当日启用车辆位置手机无线查询功能[3][4]
- 2010年12月11日，乘客庄姓女子在乘坐209路闽CYA103号车时，因司机注意力不集中，该女子在未完全下车的情况下直接起步，造成该女子摔伤。12日，第二公交处以该车司机停职处分，并赔偿受伤者1200元人民币[5][6]
- 2011年5月，209路开始启用泉通卡刷卡支付，6月，全线车辆POS设备启用[7]
- 2012年5月，209路自该日起，取消空调季收取空调费1元[8]
- 2012年7月8日，因泉州大桥北桥头取消单向循环，209路往双向改为途径温陵南路，取消途径宝洲街、田安南路、泉秀街[9]
- 2015年3月1日，应泉州市交通委关于《环泉州湾公交规划》的要求，第二公交将209路更名为K602路[10]
- 2017年7月11日，因原陈埭汽车站破产倒闭，场站停止使用等影响[11]。K602路取消途径湖光路、七一路、鞋都路、鞋都车站。改为途径和平中路至晋江机场始发终到。运营时间变更为双向7:00-19:30[12]
- 2018年1月19日，因《泉州交发集团所属企业整合重组方案》印发实施[13]，K602路自第二公交划入公交发展（公交集团前身）运营
- 2018年6月10日，为更换K901路车型，环湾公司抽调K602路4部FZ6890UF3G3至K901路，自此K602路配车数降至10部
- 2018年10月，K602路接手增加自K701路退下的2部申龙SLK6905UF53型柴油空调公交车，配车数恢复至12部
- 2018年12月21日，K602路全线更换为15部金旅XML6805JEVY0C1型空调电动巴士，原配FZ6890UF3G3和SLK6905UF53退役。
- 2020年1月27日，为配合晋江市交通局关于新型冠状病毒肺炎防控要求。K602路自当日14:00起暂停运行至2月16日。[14]
- 2020年2月17日，K602路自该日起恢复运营。
- 2021年10月13日，因泉州大桥加固施工封闭半幅车道，K602路往晋江机场方向临时取消途径义全街、温陵南路、泉州大桥。单向改为途径顺济新桥、南迎宾大道至华洲后原线行驶，其余不变。[15]
- 2022年1月11日，泉州大桥恢复双向通车，K602路自该日起取消途径顺济新桥，双向恢复途径义全街、温陵南路、泉州大桥。[16]
- 2022年3月15日，因疫情防控工作需要，K602路自该日起暂停运营至4月21日。[17]
- 2022年4月22日，K602路恢复运营。[18]
- 2023年9月25日，自该日起K602路单向增停站前广场站。原软件园北门更名为数字经济产业园北站。[19]
- 2025年3月3日，因优化调整，自该日起K602路双向取消停靠戴厝、花园头、泉山路南段、赤西路口、青华环岛等站。[20]

## 站点
| 路线 | 路线 | 路线 | 所在地区、街道 | 所在地区、街道               | 站点名           | 备注                     |
| ---- | ---- | ---- | -------------- | ---------------------------- | ---------------- | ------------------------ |
|      |      |      | 丰泽区         | 联丰大街 （原 站前东西大道） | 福厦铁路泉州站   | 起讫站                   |
|      |      |      | 丰泽区         | 联丰大街 （原 站前东西大道） | 站前广场         | ↑                        |
|      |      |      | 丰泽区         | 联丰大街 （原 站前东西大道） | 正骨医院北峰院区 | ↑                        |
|      |      |      | 丰泽区         | 联丰大街 （原 站前东西大道） | 数字经济产业园北 | ↓ 原名 泉州软件园北      |
|      |      |      | 丰泽区         | 联丰大街 （原 站前东西大道） | 群峰社区         |                          |
|      |      |      | 丰泽区         | 普贤路                       | 上下村           |                          |
|      |      |      | 丰泽区         | 普贤路                       | 群石小学         |                          |
|      |      |      | 丰泽区         | 普贤路                       | 田边             | 福建电力学院             |
|      |      |      | 丰泽区         | 普贤路                       | 田边村口         | 泉州信息工程学院         |
|      |      |      | 丰泽区         | 泉山路                       | 清源山风景区     | 910医院路口              |
|      |      |      | 丰泽区         | 泉山路                       | 泉州木偶剧院     | 泉州歌舞剧院 原名 花博园 |
|      |      |      | 丰泽区         | 泉山路                       | 普明村           |                          |
|      |      |      | 鲤城区         | 城北路                       | 朝天门           |                          |
|      |      |      | 鲤城区         | 城北路                       | 城北路西段       |                          |
|      |      |      | 鲤城区         | 新华北路                     | 培元中学         | 开元盛世广场             |
|      |      |      | 鲤城区         | 新华北路                     | 开元寺西门       |                          |
|      |      |      | 鲤城区         | 新华北路                     | 省五建           |                          |
|      |      |      | 鲤城区         | 新华南路                     | 芳草园           |                          |
|      |      |      | 鲤城区         | 新华南路                     | 新华桥           |                          |
|      |      |      | 鲤城区         | 新华南路                     | 金山北区         |                          |
|      |      |      | 鲤城区         | 新华南路                     | 新华南路         |                          |
|      |      |      | 鲤城区         | 义全街                       | 义全街西段       |                          |
|      |      |      | 鲤城区         | 义全街                       | 鲤城公安分局     |                          |
|      |      |      | 鲤城区         | 义全街                       | 幸福街口         |                          |
|      |      |      | 鲤城区         | 温陵南路                     | 泉州汽车站西门   | 原名 中医院              |
|      |      |      | 晋江市         | 泉安北路                     | 华洲家装市场     | 原名 华洲                |
|      |      |      | 晋江市         | 泉安北路                     | 华洲             | 分段点 原名 华洲水果市场 |
|      |      |      | 晋江市         | 泉安北路                     | 安踏鞋业         | 原名 安踏集团            |
|      |      |      | 晋江市         | 泉安北路                     | 东山             | 池店镇政府               |
|      |      |      | 晋江市         | 泉安北路                     | 浯潭             |                          |
|      |      |      | 晋江市         | 泉安北路                     | 池店             |                          |
|      |      |      | 晋江市         | 泉安北路                     | 新店             | ↓                        |
|      |      |      | 晋江市         | 泉安北路                     | 迎宾广场         |                          |
|      |      |      | 晋江市         | 泉安北路                     | 龙湖嘉天下       | 原名 陈塘                |
|      |      |      | 晋江市         | 泉安北路                     | 双沟桥头         |                          |
|      |      |      | 晋江市         | 和平北路                     | 宝龙社区         | 分段点 原名 宝龙酒店     |
|      |      |      | 晋江市         | 和平北路                     | 苏厝             |                          |
|      |      |      | 晋江市         | 和平中路                     | 鞋都电商园       | 原名 沟头                |
|      |      |      | 晋江市         | 和平中路                     | 青华新村         |                          |
|      |      |      | 晋江市         | 和平中路                     | 阳光酒店         |                          |
|      |      |      | 晋江市         | 和平中路                     | 阳光天桥         | 时代广场                 |
|      |      |      | 晋江市         | 和平中路                     | 空港商旅大厦     | 原名 厦航大厦            |
|      |      |      | 晋江市         | 机场路                       | 泉州晋江国际机场 | 起讫站                   |

## 票价
K602路为分段计价，全程¥4.0，其中：
- 福厦铁路泉州站至华洲：2元/人
- 华洲至宝龙社区：1元/人
- 宝龙社区至泉州晋江国际机场：1元/人
- 泉通卡普通卡9折，月票卡优惠无效、敬老卡、爱心卡有效
- 可使用泉城通APP及支付宝、云闪付、微信乘车码支付

## 配车
K602路配车数总计12部，其中：
- 金旅XML6805JEVY0C1 12部

- 福达FZ6890UF3G3
（2010.11 - 2018.12）
- 申龙SLK6905UF53
（2018.10 - 2018.12）
- 金旅XML6805JEVY0C1
（2018.12 - ）

## 相关
- 泉州公交线路列表